# 魔幻弹珠台
《魔幻弹珠台》是由NAXAT软件为PC Engine开发的一款弹珠台游戏。它发行于1988年。后来又被移植到Wii上。该游戏是《冲击弹珠台》系列的第2部作品。Technosoft将其移植到Mega Drive平台上，歐美名称改为《Dragon's Fury》。
游戏场地是由三个屏幕组成的可自由卷动的弹珠台，有3对弹动器。左弹动器由十字键上方向键控制，右弹动器则由按压I键控制。键II则可震动弹珠台以控制球的路径。按倾斜键时间太长则会导致弹动器无法工作。解锁隐藏弹珠台的方法有多种。